# Michael Angelo Covino

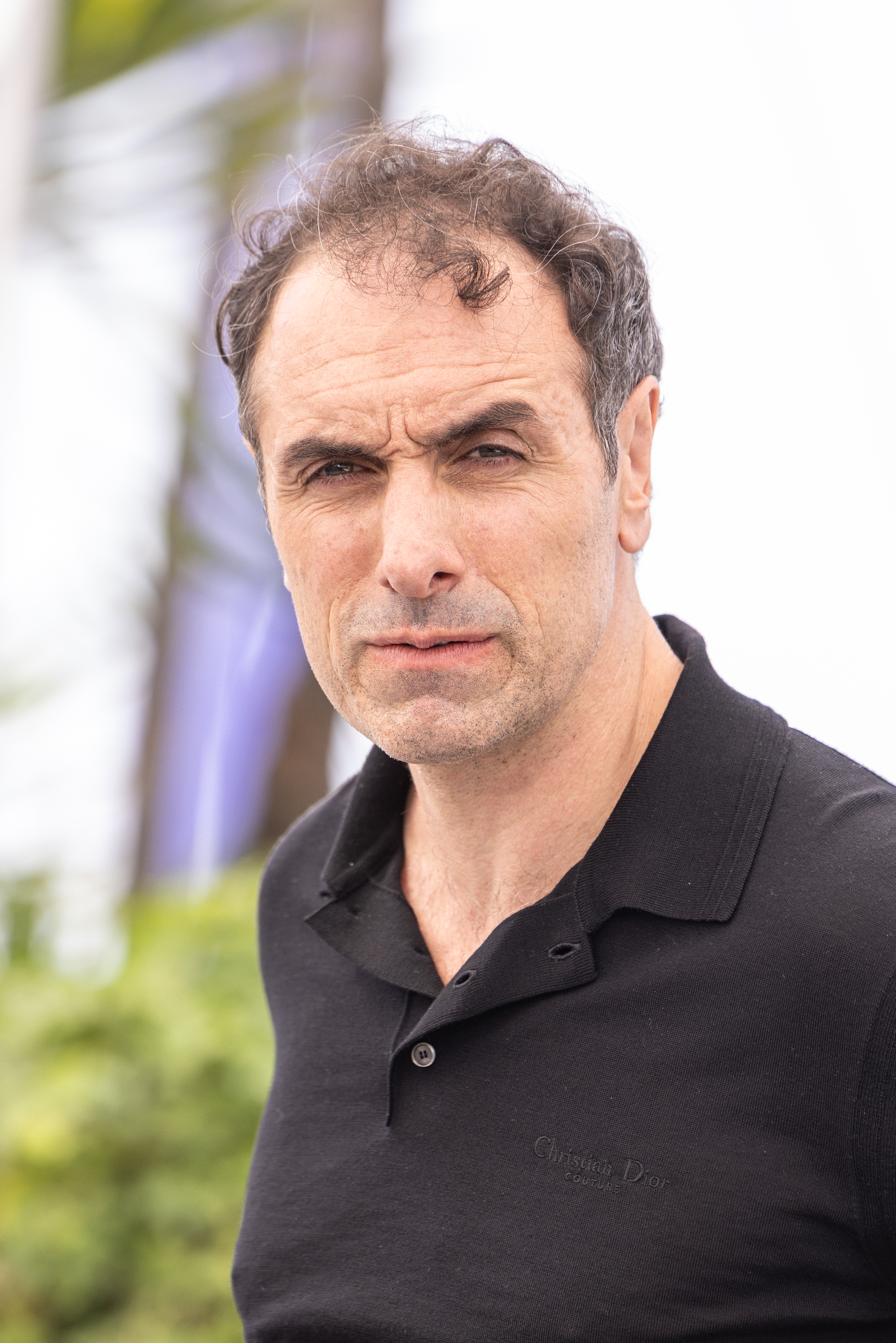
Michael Angelo Covino (2025)

Michael Angelo Covino (* 1984 in Mount Kisco) ist ein US-amerikanischer Filmregisseur und Schauspieler.

## Leben
Der 1984 in Mount Kisco geborene Michael Angelo Covino drehte ab 2007 eine Reihe von Kurzfilmen, so seinen mehrfach ausgezeichneten Kurzfilm Keep in Touch, den er im April 2015 beim Chicago International Movies and Music Festival vorstellte, bevor er mit The Climb sein Spielfilmdebüt als Regisseur gab. Der Film feierte im Mai 2019 im Rahmen der Filmfestspiele von Cannes seine Premiere. Covino schrieb das Drehbuch gemeinsam mit Kyle Marvin. Die beiden sind in The Climb zudem in den Rollen von Mike und Kyle zu sehen. Covino und Marvin haben viel von ihrer wirklichen Freundschaft in den Film gepackt. Seit sie sich in einer Agentur für Werbefilme kennenlernten, arbeiten sie auf unterschiedlichen Ebenen zusammen.

## Filme (Auswahl)
- 2007: One Night Stand (Kurzfilm)
- 2008: The Liberation of Teddy Wendin (Kurzfilm)
- 2010: Surprise Surprise (Kurzfilm)
- 2013: Absence (als Schauspieler)
- 2015: Keep in Touch (auch als Schauspieler)
- 2017–18: All Wrong (als Schauspieler, Fernsehserie, 5 Folgen)
- 2018: The Climb (Kurzfilm)
- 2019: The Climb
- 2020: Neues aus der Welt (News of the World, als Schauspieler)
- 2024: Riff Raff – Verbrechen ist Familiensache (Riff Raff)
- 2025: Splitsville (auch als Schauspieler)

## Auszeichnungen (Auswahl)
Austin Film Festival
- 2015: Auszeichnung mit dem Publikumspreis – Narrative Feature (Keep in Touch)

Festival des amerikanischen Films
- 2019: Nominierung im Hauptwettbewerb (The Climb)[3]

Filmfest München
- 2019: Nominierung für den CineVision Award (The Climb)

Independent Spirit Award
- 2017: Nominierung für den John Cassavetes Award (Hunter Gatherer)
- 2020: Nominierung als Bester Spielfilm (The Climb)

Internationale Filmfestspiele von Cannes
- 2019: Auszeichnung Un Certain Regard – Jury Coup de Coeur (The Climb)
- 2019: Nominierung für die Caméra d’Or (The Climb)
- 2019: Nominierung Un Certain Regard (The Climb)